# Super-heteródino
Em eletrônica, um receptor super-heteródino (muitas vezes abreviado como superhet), inventado pelo engenheiro norte-americano Edwin  Armstrong em 1918 durante a Primeira Guerra Mundial,usa mistura (batimento) de frequências para converter um sinal recebido numa frequência fixa intermediária (FI), que pode ser mais convenientemente processada do que a frequência rádio portadora original. Foi criado com o objetivo de reduzir os problemas do receptor AM-DSB padrão, chamado Rádio-Frequência Sintonizada, cujos inconvenientes são a baixa seletividade ao longo da faixa e instabilidade.Praticamente todos os receptores modernos usam o princípio super-heteródino.

## Visão geral
Os circuitos sintonizados do receptor funcionam em uma frequência fixa e pré-determinada, chamada de {\displaystyle FI} (frequência intermediária) para evitar a alteração da banda passante com a variação de frequência. Isso é possível pois há uma etapa de RF (radiofrequência) e um filtro que seleciona a frequência desejada {\displaystyle f_{0}} e é variada junto a outra frequência {\displaystyle fol} = {\displaystyle f_{0}} + {\displaystyle FI}, originária do oscilador local (um gerador de radiofrequência localizado no interior do receptor). Por meio de um capacitor variável de dupla seção, é possível mudar as duas frequências simultaneamente.
O misturador ({\displaystyle mix}) efetua o produto das duas tensões recebidas, entre o sinal {\displaystyle f_{0}} da emissora e o do oscilador local {\displaystyle fol}, tem-se:
{\displaystyle fmix} = {\displaystyle fol} + {\displaystyle f_{0}} (sinal-soma)
{\displaystyle fmix} = {\displaystyle fol} - {\displaystyle f_{0}} (sinal-diferença)
O sinal-diferença {\displaystyle fol} - {\displaystyle f_{0}} tem de ser um valor constante para qualquer que seja a frequência do sinal obtido em RF e quem faz essa função é o oscilador local, onde o valor da frequência padronizada para AM-DSB é de 455 KHz.
Os amplificadores de FI desprezam o sinal-soma {\displaystyle fol} + {\displaystyle f_{0}}, mas amplificam o sinal-diferença {\displaystyle fol} - {\displaystyle f_{0}} para tornar o seu nível adequado para o detetor.
O próximo passo é a passagem por um amplificador de áudio, chegando assim ao seu destino, o alto-falante.

## Blocos

#### Etapa de radiofrequência (RF)
Composta por um circuito LC ajustada através do capacitor variável e o indutor exerce a função de acoplamento à antena ou em muitos casos como a própria antena. Somente recebe o sinal pela antena.

#### Misturador
Basicamente o sistema é composto por um transistor que na base se conecta ao sinal RF escolhido e no emissor recebe o sinal do oscilador local. Gera então no coletor a diferença dos sinais, pois trabalha com o coletor sintonizado na FI (455KHz).

#### Oscilador local
Ele aproveita a corrente de coletor do transistor do misturador para realimentá-la por um circuito sintonizado ao emissor do mesmo transistor, assim obtendo a realimentação positiva levando-o a oscilar. Existem também outros métodos de se montar um oscilador local.

#### Etapa de FI
Constituída por 2 amplificadores transistorizados sintonizados em 455 KHz por circuitos LC e uma banda passante de 10 KHz. Suas funções básicas são de aumentar a seletividade do receptor, proporcionar um alto ganho no sinal de saída do misturador e a possibilidade de controle do ganho total dado pelo amplificador de FI.

#### Detetor
Um simples detetor de envoltória, normalmente um diodo de RF e um circuito RC filtrando a portadora e fornecendo a tensão de saída com polaridade compatível  para atenuação do CAG. Pode ser configurado com 2 células RC ou por uma única célula, possibilitando uma filtragem passa-baixas do sinal retificado pelo diodo.

#### Controle automático de ganho (CAG)
Constituído por um filtro RC que tem por objetivo recuperar o valor médio do sinal resultante da demodulação aplicando à base do 1º transistor de FI. O objetivo do CAG é solucionar o problema do inconveniente causado pela não uniformidade das potências colocadas no ar pelas emissoras e também pelo espaço entre elas e o receptor, mantendo o sinal constante.

#### Amplificador de áudio
Composto por um circuito amplificador de áudio qualquer, que amplifica o sinal ao nível adequado para excitar um alto-falante ou fone de ouvido.
Todas estes blocos também podem ser compostos por circuitos integrados (CIs).

## Objeções do receptor AM-DSB

#### Frequência imagem
O misturador filtra apenas a diferença entre os dois sinais obtidos que chegam até ele, sendo que o resultado tem de ser 455 kHz. Se o filtro de entrada não atenuar o suficiente, as estações próximas aquela sintonizada podem causar interferência, provocando uma sintonia simultânea de duas emissoras. Isso raramente aparece na faixa de onda média com seletividade adequada na etapa de RF, mas ocorre frequentemente nas ondas curtas.

#### Erro de Rastreio
Há uma dificuldade de manter a relação
{\displaystyle fol} = {\displaystyle f_{0}} + {\displaystyle FI} constante durante toda a faixa de recepção. Isto ocorre pois o filtro de RF e o oscilador local obedecem a equação {\displaystyle {1/{\sqrt {LC}}}}; isso pode não ocorrer pois temos o inverso de uma raiz tentando manter constante uma soma.
O erro de rastreio é calculado com a seguinte fórmula: ε = {\displaystyle f_{0}} - {\displaystyle fol} + {\displaystyle FI}

## Resumo
As funções dos blocos são:
1. Etapa de RF: seleciona a emissora.[2][5][8]
2. Oscilador local: gera o sinal {\displaystyle fol} = {\displaystyle f_{0}} + {\displaystyle FI}(455 KHz)  para o misturador.[2][5][8]
3. Misturador: multiplicador gerando os sinais soma e diferença.[2][5][8]
4. Amplificador de FI: amplifica o sinal de RF na frequência fixa de 455 KHz ({\displaystyle fol} - {\displaystyle f_{0}}).[2][8]
5. Controle automático de ganho: manter constante o sinal na entrada do amplificador de áudio.[8]

Se o filtro de RF for muito seletivo e conseguir rejeitar a frequência imagem qualquer erro de rastreio provocara uma alta atenuação no sinal recebido e se o filtro for pouco seletivo evita-se o problema com o rastreio, mas havendo o risco do efeito frequência imagem.